# Edward Gibbon
Edward Gibbon (n. 27 aprilie 1737, Wandsworth - d. 16 ianuarie 1794, Londra) a fost un istoric englez și membru al parlamentului britanic. Cea mai faimoasă lucrare a sa este Istoria declinului și a prăbușirii Imperiului Roman, care a fost publicată în șase volume între anii 1776 și 1788. Operele sale sunt renumite pentru calitate, ironia prozei, folosirea surselor primare și denigrarea deschisă a religiei instituționale.

## Biografie
Edward Gibbon s-a născut la 27 aprilie 1737, în apropierea Londrei, la Lime Grove, situat în Putney, comitatul Surrey. Părinții săi erau Edward Gibbon, un esquire local, și Judith Gibbon. A avut cinci frați și o soră, dar toți aceștia au murit încă din copilărie. Bunicul său, numit de asemenea Edward Gibbon, își pierduse toată averea, ca urmare a prăbușirii pieței bursiere din 1720, dar a recâștigat în cele din urmă o mare parte din această avere, astfel încât fiul său (tatăl lui Edward Gibbon) a fost în măsură să moștenească venituri substanțiale.
În copilărie, sănătatea sa a fost mereu precară. El însuși s-a descris mai târziu ca fiind „un copil pricăjit, neglijat de mama mea, înfometat de doica mea”. La vârsta de nouă ani, la scurt timp după ce mama sa murise, Edward Gibbon a fost trimis la școala Dr. Woddeson de la Kingston upon Thames (în prezent „Kingston Grammar School”).
În paralel cu studiile școlare, Gibbon citea cu pasiune tratate de istorie renumite în acea perioadă, ceea ce prefigurează deja viitoarele sale preocupări. Astfel, până în 1751, Gibbon deja citise: „Roman History” de Laurence Echard (apărută în 1713), „An Institution of General History” de William Howel (1685) și mai multe din cele 65 de volume care au apărut între 1747-1768 în cadrul „Universal History from the Earliest Account of Time”.
După o perioadă de tratament pentru îmbunătățirea stării sale de sănătate în stațiunea Bath, în 1752, la vârsta de 15 ani, Gibbon a fost trimis de tatăl său la Magdalen College, Oxford. El a descris, mai târziu, cele 14 luni în care a studiat la acest colegiu, ca fiind „cele mai inactive și neprofitabile din viața sa”.
În urma unor controverse teologice, dar și ca o sfidare la adresa atmosferei bigote de la Oxford, tânărul Gibbon se convertește la catolicism (8 iunie 1753). Este nevoit să plece de la colegiu (Universitatea anglicană de la Oxford nu admitea studenți catolici). Furios, tatăl său l-a trimis în Elveția, la Lausanne, dându-l în grija pastorului reformat Daniel Pavillard, care urma să-l readucă la credința protestantă și să-i completeze educația. Ambele scopuri au fost îndeplinite: de Crăciunul anului 1754, Edward Gibbon s-a reconvertit la protestantism, iar educația sa s-a îmbogățit substanțial. Astfel, Gibbon a ajuns să stăpânească la perfecție limba franceză și limba latină, și a studiat aprofundat operele lui Hugo Grotius, Samuel von Pufendorf, John Locke, Pierre Bayle și Blaise Pascal.
La întoarcerea în Anglia, Edward Gibbon a publicat prima sa carte, în limba franceză, Essai sur l'Étude de la Littérature (1761), care i-a adus începutul notabilității și l-a făcut cunoscut, cel puțin în Franța, ca literat.
În perioada 1759-1770, Gibbon a fost înrolat (în serviciu activ și în rezervă) în „miliția” comitatului South Hampshire, la început cu gradul de căpitan, ulterior avansând până la gradul de locotenent-colonel.
După ce tatăl său a murit (în 1770), Edward Gibbon s-a stabilit la Londra (Bentinck Street No. 7). Aici a aderat la cluburi selecte, printre care și Dr. Johnson's Literary Club. L-a succedat pe Oliver Goldsmith, ca profesor de istorie antică (titlu onorific, dar de mare prestigiu) la Royal Academy of Arts. În același an a publicat prima sa lucrare scrisă în limba engleză: Critical Observations on the Sixth Book of Vergil's, "The Aeneid" („Observații critice asupra cărții a șasea din Eneida”).
La sfârșitul anului 1774 Edward Gibbon a fost inițiat și primit ca francmason în Marea Lojă a Angliei
În același an (1774), a devenit membru al Camerei Comunelor din partea circumscripției Liskeard, Cornwall. A fost însă doar un membru „mut” al parlamentului, votând invariabil în favoarea guvernului Whig din acea perioadă și fără să aibă inițiative legislative.
La 16 februarie 1776 apare primul volum al operei de căpătâi a lui Edward Gibbon: The History of the Decline and Fall of the Roman Empire („Istoria declinului și a prăbușirii Imperiului Roman”), carte care „deși costa un galben, se vindea la fel de repede ca un pamflet de doi bani asupra treburilor zilei”. Volumele II și III apar în 1783, iar volumele IV, V și VI în 1788.
Între 1784 și 1793 Edward Gibbon a locuit la Lausanne. Datorită succesului de care s-a bucurat în epocă opera sa istorică, era considerat „marele monarh al literaturii”. Adam Smith scria despre Gibbon că „este în fruntea întregului trib literar care există astăzi în Europa”.
În 1794, Edward Gibbon s-a întors în patrie, stabilindu-se la Londra, unde a murit în același an, pe data de 16 ianuarie.

## Opera
Principalele scrieri ale lui Edward Gibbon, publicate în timpul vieții acestuia, sunt:
- Essai sur l’Étude de la Littérature (Londra: Becket & De Hondt, 1761).
- Critical Observations on the Sixth Book of Vergil's, "The Aeneid" (Londra: Elmsley, 1770).
- The History of the Decline and Fall of the Roman Empire (vol. I - VI, Londra: Strahan & Cadell, 1776 - 1789).
- A Vindication of some passages in the fifteenth and sixteenth chapters of the History of the Decline and Fall of the Roman Empire (Londra: J. Dodsley, 1779).
- Mémoire Justificatif pour servir de Réponse à l’Exposé, etc. de la Cour de France (Londra: Harrison & Brooke, 1779).